# Оспедалијера Нуова (Болоња)
Оспедалијера Нуова (итал. Ospedaliera Nuova) је насеље у Италији у округу Болоња, региону Емилија-Ромања.
Према процени из 2011. у насељу је живело 16 становника. Насеље се налази на надморској висини од 38 м.